# Alexander Farnerud
Alexander Farnerud (Landskrona, 1 mei 1984) is een Zweeds voetballer die bij voorkeur als middenvelder speelt. Hij debuteerde in 2003 in het Zweeds voetbalelftal.
Farnerud is de jongere broer van de voetballer Pontus Farnerud.

## Landskrona BoIS
Net als zijn broer begon ook Farnerud zijn professionele voetbalcarrière bij het Zweedse Landskrona BoIS. Bij de club uit Landskrona, vlak gelegen bij zijn geboortestad Helsingborg, maakte hij zijn officiële debuut in het seizoen 2001. Destijds speelde Landskrona in de Superettan, het tweede niveau van het Zweedse clubvoetbal. Met de club wist Farnerud te promoveren naar de Allsvenskan voor het seizoen 2002. Meteen in een van zijn eerste wedstrijden op het hoogste niveau kwam de middenvelder tot scoren. Dit deed hij zelfs tegen de toenmalig regerend kampioen, Hammarby IF. Zodoende won Farnerud met Landskrona de wedstrijd met 2-1. Hij wist zich in 2002 te handhaven met Landskrona in de Allsvenskan en maakte zowel dat seizoen als het seizoen dat komen zou veel indruk. Daarom mocht in 2003 zijn debuut maken voor het Zweeds voetbalelftal. Datzelfde jaar werd hij overgenomen door een Franse club. Voor Landskrona BoIS speelde Alexander Farnerud 75 competitiewedstrijden. Daarin kwam hij dertien keer tot scoren.

## RC Strasbourg
Na zijn succesvolle periode bij Landskrona maakte Alexander Farnerud in november 2003, aan het einde van het Zweedse seizoen, de overstap naar het Franse RC Strasbourg. Voor de club uit Straatsburg maakte de Zweed zijn debuut op 14 januari in de met 3-2 verloren wedstrijd tegen En Avant de Guingamp. Hij kwam in de 75ste minuut in het veld voor de Fransman Yves Deroff. Zo kwam Alexander echter nog niet samen te spelen met zijn broer, want Pontus, die toentertijd ook bij Strasbourg speelde, werd die wedstrijd al gewisseld in de 60ste minuut. Al snel groeide Alexander, net als zijn broer, uit tot basisspeler, waardoor hij toch vaak samen kwam te spelen met Pontus. Alexander Farnerud beleefde zijn grootste succes met RC Strasbourg in het seizoen 2004/2005. Toen bereikte hij namelijk met de club de finale van de Coupe de la Ligue, gespeeld in Saint-Denis. Daarin trof hij SM Caen als tegenstander. Strasbourg wist de wedstrijd met 2-1 te winnen, waardoor Farnerud zijn eerste hoofdprijs uit zijn carrière in de wacht had weten te slepen. Het seizoen 2005/2006 zou het laatste seizoen waarin de Zweedse middenvelder uitkwam voor Strasbourg. Toen wist hij zich echter niet met de Noord-Franse club te handhaven in de Ligue 1, want ze eindigden als negentiende. Daarom vertrok Farnerud aan het einde van dat seizoen. Voor Strasbourg scoorde de Zweeds zes doelpunten in 81 competitiewedstrijden.

## VfB Stuttgart
Alexander Farnerud vertrok, na in Frankrijk gedegradeerd te zijn met RC Strasbourg, naar de Bundesliga. Daar tekende hij een contract bij VfB Stuttgart. Bij de club uit Baden-Württemberg kwam hij echter, door concurrentie met spelers als Thomas Hitzlsperger, Pável Pardo en Roberto Hilbert, weinig aan spelen toe. Zo speelde hij in het seizoen dat VfB Stuttgart kampioen van Duitsland werd, 2006/2007, slechts negen wedstrijden mee. Ook het seizoen daarna kon Alexander Farnerud niet genoeg indruk maken op trainer Armin Veh. Hij moest zelfs enige tijd meespelen met het tweede elftal van Stuttgart. Daarom vertrok hij aan het einde van het voetbaljaar 2007/2008 bij Stuttgart. Voor de Duitsers wist hij in twintig competitiewedstrijden nooit te scoren.

## Brøndby IF
Brøndby IF werd de nieuwe club van Alexander Farnerud, nadat hij was vertrokken bij het Duitse VfB Stuttgart. Tegenwoordig speelt de Zweed nog steeds bij de club uit Kopenhagen. Hij is een van de vaste spelers op het middenveld en is tot nog toe van cruciaal belang gebleken voor Brøndby. Zo scoorde hij in het seizoen 2008/2009 in zeven wedstrijden negen doelpunten. Bij Brøndby speelde Alexander Farnerud onder andere op het middenveld met de Nederlander Remco van der Schaaf en de Deen Michael Krohn-Dehli. Daarnaast speelt hij bij de club ook samen met zijn landgenoten Max von Schlebrügge, Mikael Nilsson, Samuel Holmén en Jon Jönsson.

## Latere carrière
Hij tekende in juni 2013 een driejarig contract bij Torino, dat hem overnam van BSC Young Boys.
Van medio 2016 tot en met november 2017 speelde hij voor BK Häcken. In 2019 ging hij voor Helsingborgs IF spelen. In mei 2020 ging Farnerud naar IFK Göteborg.

## Interlandcarrière
In 2002 mocht Alexander Farnerud, vanwege zijn goede spel bij Landskrona BoIS, voor het eerst spelen voor het nationale elftal van Zweden voor spelers onder de 21 jaar. Tot en met 2006 zou hij voor dat team spelen, in totaal 35 wedstrijden. Daarin scoorde de middenvelder twaalf keer. Ondertussen maakte Farnerud zijn debuut voor het officiële elftal van Zweden in 2003. Dit was tijdens de Azië-trip die het Zweeds elftal in het begin van 2003 hield. In de wedstrijd tegen Qatar (2-3) speelde hij zijn eerste wedstrijd. In de 63ste minuut zou hij gewisseld worden voor Stefan Ishizaki. Andere debutanten namens Zweden in die wedstrijd waren Daniel Majstorović (Malmö FF) en Tommy Jönsson (Halmstads BK). Tijdens diezelfde tournee maakte Farnerud zijn eerste doelpunt voor Zweden. Op 20 februari scoorde hij in de met 4-1 gewonnen wedstrijd tegen Thailand de 3-0.
| Interlands van Alexander Farnerud voor Zweden | Interlands van Alexander Farnerud voor Zweden | Interlands van Alexander Farnerud voor Zweden | Interlands van Alexander Farnerud voor Zweden | Interlands van Alexander Farnerud voor Zweden | Interlands van Alexander Farnerud voor Zweden |
| №                                             | Datum                                         | Wedstrijd                                     | Uitslag                                       | Competitie                                    | Goals                                         |
| Als speler van Landskrona BoIS                | Als speler van Landskrona BoIS                | Als speler van Landskrona BoIS                | Als speler van Landskrona BoIS                | Als speler van Landskrona BoIS                | Als speler van Landskrona BoIS                |
| --------------------------------------------- | --------------------------------------------- | --------------------------------------------- | --------------------------------------------- | --------------------------------------------- | --------------------------------------------- |
| 1                                             | 16.02.2003                                    | Qatar – Zweden                                | 2 – 3                                         | Vriendschappelijk                             | 0                                             |
| 2                                             | 20.02.2003                                    | Thailand – Zweden                             | 1 – 4                                         | Vriendschappelijk                             | Goal                                          |
| 3                                             | 22.02.2003                                    | Noord-Korea – Zweden                          | 0 – 4                                         | Vriendschappelijk                             | 0                                             |
| Als speler van RC Strasbourg                  |                                               |                                               |                                               |                                               |                                               |
| 4                                             | 08.06.2005                                    | Zweden – Noorwegen                            | 2 – 3                                         | Vriendschappelijk                             | 0                                             |
| Als speler van Brøndby IF                     |                                               |                                               |                                               |                                               |                                               |
| 5                                             | 24.01.2009                                    | Verenigde Staten – Zweden                     | 3 – 2                                         | Vriendschappelijk                             | 0                                             |
| 6                                             | 28.01.2009                                    | Mexico – Zweden                               | 0 – 1                                         | Vriendschappelijk                             | Goal                                          |
| 7                                             | 20.01.2010                                    | Oman – Zweden                                 | 0 – 1                                         | Vriendschappelijk                             | 0                                             |
| 8                                             | 23.01.2010                                    | Syrië – Zweden                                | 1 – 1                                         | Vriendschappelijk                             | 0                                             |

## Erelijst
| Competitie          |           |           |           |           |
| Competitie          | Aantal    | Jaren     |           |           |
| Stuttgart           | Stuttgart | Stuttgart | Stuttgart | Stuttgart |
| ------------------- | --------- | --------- | --------- | --------- |
| Kampioen Bundesliga | 1×        | 2006/07   |           |           |
| Strasbourg          |           |           |           |           |
| Coupe de la Ligue   | 1×        | 2004/05   |           |           |